# KV Kortrijk
KV Kortrijk – belgijski klub piłkarski z siedzibą w Kortrijk. Pod obecną nazwą klub istnieje od 1971 roku.

## Historia
Chronologia nazw:
- 1897: SC Courtraisien
- 1918: Courtrai Sports – po fuzji z FC Courtraisien
- 1927: R. Courtrai Sports
- 1951: K. Kortrijk Sport
- 1971: KV Kortrijk – po fuzji z Stade Kortrijk
- 2002: CVBA Kortrijk Voetbalt
- 2003: KV Kortrijk

Klub sportowy Sporting Club Courtraisien został założony w miejscowości Kortrijk 14 marca 1901 roku. W latach 1900–1908 organizowano rozgrywki regionalne w Division 2, z której najlepsze kluby awansowały do Division 1. Zespół brał udział w tych rozgrywkach w latach 1903–1906. Za każdym razem wygrywał Afdeling West-Vla (grupę zachodnioflamandzką) i kwalifikował się do rundy finałowej o Division 1. W sezonie 1905/06 zajął drugie miejsce za "rezerwą" Unii St-Gilloise. Ponieważ ta drużyna nie mogła awansować, tak jak pierwsza drużyna grała na najwyższym poziomie, SC Courtraisien zdobył historyczny awans do najwyższej dywizji. W sezonie 1906/07 klub debiutował w Division d'Honneur, zajmując 8.miejsce. Po zakończeniu sezonu 1910/11, w której zajął ostatnią 12.pozycję, spadł do Promotion. Następnie grał na drugim poziomie aż do 1922 roku, kiedy klub po raz pierwszy się spadł do rozgrywek prowincjalnych. W 1918 roku klub połączył się z FC Courtraisien w Courtrai Sports. 
W latach dwudziestych zespół grał w drugiej i trzeciej dywizji (od 1924 do 1926 w drugiej, potem sezon w trzeciej, a w 1927 z powrotem do drugiej na jeden sezon). W grudniu 1926 roku w belgijskiej piłce nożnej powstał rejestr matriculaire, czyli rejestr klubów zgodnie ich dat założenia. Klub otrzymał nr rejestracyjny matricule 19. W 1927 roku klub został uznany przez „Royal Society” i został przemianowany na Royal Courtrai Sports. W 1928 roku spadł z drugiej dywizji na dłuższy czas oraz grał nawet w jeszcze niższych ligach. W 1935 roku klub powrócił do trzeciej dywizji, a podczas II wojny światowej, w 1943 roku ponownie awansował do drugiej dywizji.
W 1951 roku nazwa klubu została przekształcona na flamandzkie brzmienie Koninklijke Kortrijk Sport. Klub pozostał w Tweede klasse (D2) do 1964 roku, ale potem znowu spadł, najpierw na trzy sezony został zdegradowany do Derde klasse. Potem nawet dwa sezony grał w Vierde klasse (D4), a następnie od 1969 do 1971 roku, kolejne trzy sezony w trzeciej dywizji.
W 1971 roku w wyniku fuzji z Stade Kortrijk klub przyjął obecną nazwę Koninklijke Kortrijk Sport. W sezonie 1971/72 klub zwyciężył w grupie D Vierde klasse i wrócił do trzeciej dywizji. W następnym sezonie 1972/73 po zajęciu drugiej pozycji w grupie B Derde klasse zdobył promocję do drugiej dywizji. Po trzech latach gry na drugim poziomie w 1976 zajął czwarte miejsce w Tweede klasse, a potem w turnieju finałowym zdobył awans do Eerste klasse. Od 1976 do 1992 z wyjątkiem sezonu 1979/80 klub występował na najwyższym poziomie. W sezonie 1998/99 na rok wrócił do pierwszej dywizji, ale ponownie spadł do Tweede klasse. W następnym sezonie został zdegradowany do Derde klasse. Z powodu bankructwa w 2001 KV Kortrijk powinien spaść do czwartej dywizji, ale ze względu na zwycięstwo w rundzie finałowej, pozostał w trzeciej dywizji. W latach 2004–2008 klub grał w drugiej dywizji, a w sezonie 2007/2008 uzyskał promocję do Eerste klasse.

## Sukcesy
- Puchar Belgii:
  - finał (1): 2011/2012
- Eerste klasse B:
  - mistrzostwo (2): 1905/1906, 2007/2008
  - wicemistrzostwo (2): 1979/1980, 1997/1998

## Obecny skład
Stan na 10 listopada 2021
| Nr | Poz. | Piłkarz                                         |
| -- | ---- | ----------------------------------------------- |
| 2  | OB   | Gilles Dewaele                                  |
| 5  | OB   | Trent Sainsbury                                 |
| 6  | OB   | Lucas Rougeaux                                  |
| 7  | NA   | Dylan Mbayo                                     |
| 8  | PO   | Ante Palaversa (wypożyczony z Manchesteru City) |
| 9  | PO   | Billel Messaoudi (wypożyczony z JS Saoura)      |
| 10 | NA   | Faïz Selemani                                   |
| 11 | PO   | Mathias Fixelles                                |
| 14 | PO   | Sambou Sissoko                                  |
| 16 | BR   | Maxim Deman                                     |
| 17 | NA   | Pape Habib Guèye                                |
| 18 | PO   | Abdelkahar Kadri                                |
| 19 | NA   | Muhammed Badamosi                               |
| 21 | PO   | Victor Torp (wypożyczony z Midtjylland)         |

| Nr | Poz. | Piłkarz                                        |
| -- | ---- | ---------------------------------------------- |
| 22 | PO   | Cotne Bendianiszwili                           |
| 23 | NA   | Rachid Alioui (wypożyczony z Angers)           |
| 26 | PO   | Kévin Vandendriessche                          |
| 27 | PO   | Michiel Jonckheere                             |
| 28 | BR   | Joris Delle                                    |
| 29 | NA   | Marlos Moreno (wypożyczony z Manchesteru City) |
| 30 | OB   | Kristof D'haene                                |
| 31 | BR   | Marko Ilić                                     |
| 39 | NA   | Jesaja Herrmann                                |
| 51 | NA   | Eric Ocansey                                   |
| 54 | NA   | Jonah Osabutey                                 |
| 66 | OB   | Aleksandar Radovanović                         |
| 76 | OB   | Timothy Derijck (kapitan)                      |
| 99 | NA   | Luqman Hakim                                   |

### Piłkarze na wypożyczeniu
| Nr | Poz. | Piłkarz                                              |
| -- | ---- | ---------------------------------------------------- |
|    | OB   | Brendan Hines-Ike (w D.C. United do 31 grudnia 2021) |